# Obliquogobius eptactis
Obliquogobius eptactis — вид риб родини бичкових (Gobiidae). Описаний у 2021 році.

## Поширення
Відомі лише чотири екземпляри, протралені на глибині 181—184 м біля архіпелагу М'єй в Андаманському морі.